# دستور الدولة المصرية (1930)
دستور مصري تم تحت رعاية الملك فؤاد الأول وإسماعيل باشا صدقى رئيس الوزاء حزب السعديين ولقد اثار هذا الدستور لغظاً شديدا لتوسيعه صلاحيات الملك واعطاءه صلاحيات حل البرلمان بمجلسيه النواب والشيوخ مما يجعل الملك يملك ويحكم على عكس دستور 23 الذي كان فيه الملك يملك ولا يحكم
رفض حزب الوفد أكبر الأحزاب المصرية آنذاك الدستور وظل يجاهد لالغاءة حتى كانت انتفاضة 1935 التي قامت في مصر وسط اجواء الطلبة والعمال واستمرت حتى اضطر الملك إلى الغاءة وإعادة العمل بالدستور القديم 1923 حتى نهاية الملكية.